# Cúp quốc gia Scotland 1955–56
 Cúp quốc gia Scotland 1955–56 là mùa giải thứ 71 của giải đấu bóng đá loại trực tiếp uy tín nhất Scotland. Chức vô địch thuộc về Heart of Midlothian khi đánh bại Celtic trong trận Chung kết. Trận Chung kết là sự lặp lại của trận Chung kết 1907 và là lần đầu tiên Hearts xuất hiện trong trận Chung kết kể từ ngày đó.

## Vòng Một
| Đội nhà               | Tỉ số | Đội khách               |
| --------------------- | ----- | ----------------------- |
| Whithorn              | 7 – 0 | Vale of Leithen         |
| Babcock & Wilcox      | 2 – 5 | Clachnacuddin           |
| Buckie Thistle        | 2 – 1 | Rothes                  |
| Chirnside United      | 1 – 9 | Elgin City              |
| Duns                  | 3 – 0 | Deveronvale             |
| Edinburgh University  | 0 – 7 | Inverness Thistle       |
| Eyemouth United       | 5 – 1 | Brora Rangers           |
| Forres Mechanics      | 3 – 2 | Glasgow University      |
| Fraserburgh           | 3 – 1 | Aberdeen University     |
| Gala Fairydean        | 2 – 1 | Peterhead               |
| Huntly                | 4 – 2 | Civil Service Strollers |
| Lossiemouth           | 7 – 0 | Wick Academy            |
| Murrayfield Amateurs  | 2 – 2 | Shawfield Amateurs      |
| Nairn County          | 1 – 4 | Inverness Caledonian    |
| Newton Stewart        | 3 – 5 | Peebles Rovers          |
| Ross County           | 4 – 2 | Coldstream              |
| Selkirk               | 3 – 2 | Burntisland Shipyard    |
| St Cuthbert Wanderers | 3 – 1 | Vale of Atholl          |
| Tarff Rovers          | 2 – 2 | Girvan Amateurs         |
| Wigtown & Bladnoch    | 0 – 7 | Keith                   |

### Đá lại
| Đội nhà            | Tỉ số | Đội khách            |
| ------------------ | ----- | -------------------- |
| Girvan Amateurs    | 0 – 1 | Tarff Rovers         |
| Shawfield Amateurs | 2 – 1 | Murrayfield Amateurs |

## Vòng Hai
| Đội nhà           | Tỉ số | Đội khách             |
| ----------------- | ----- | --------------------- |
| Peebles Rovers    | 4 – 3 | Eyemouth United       |
| Clachnacuddin     | 3 – 0 | St Cuthbert Wanderers |
| Gala Fairydean    | 6 – 2 | Shawfield Amateurs    |
| Huntly            | 2 – 4 | Forres Mechanics      |
| Inverness Thistle | 5 – 2 | Buckie Thistle        |
| Keith             | 2 – 0 | Elgin City            |
| Lossiemouth       | 3 – 1 | Duns                  |
| Ross County       | 3 – 2 | Tarff Rovers          |
| Whithorn          | 2 – 3 | Selkirk               |

## Vòng Ba
| Đội nhà           | Tỉ số | Đội khách            |
| ----------------- | ----- | -------------------- |
| Berwick Rangers   | 3 – 0 | Fraserburgh          |
| Dumbarton         | 5 – 3 | Inverness Caledonian |
| Forres Mechanics  | 2 – 4 | Clachnacuddin        |
| Gala Fairydean    | 4 – 5 | Montrose             |
| Inverness Thistle | 1 – 1 | Peebles Rovers       |
| Keith             | 2 – 4 | East Stirlingshire   |
| Lossiemouth       | 1 – 0 | Selkirk              |
| Ross County       | 2 – 3 | Stranraer            |

### Đá lại
| Đội nhà        | Tỉ số | Đội khách         |
| -------------- | ----- | ----------------- |
| Peebles Rovers | 2 – 1 | Inverness Thistle |

## Vòng Bốn
| Đội nhà            | Tỉ số | Đội khách      |
| ------------------ | ----- | -------------- |
| Albion Rovers      | 1 – 1 | Alloa Athletic |
| Berwick Rangers    | 5 – 1 | Lossiemouth    |
| Brechin City       | 1 – 1 | Peebles Rovers |
| Cowdenbeath        | 6 – 0 | Montrose       |
| Dundee United      | 4 – 1 | Dumbarton      |
| East Stirlingshire | 0 – 2 | Arbroath       |
| Forfar Athletic    | 5 – 2 | Stranraer      |
| Greenock Morton    | 5 – 2 | Clachnacuddin  |

### Đá lại
| Đội nhà        | Tỉ số | Đội khách     |
| -------------- | ----- | ------------- |
| Alloa Athletic | 4 – 0 | Albion Rovers |
| Peebles Rovers | 4 – 4 | Brechin City  |

### Đá lại lần 2
| Đội nhà        | Tỉ số | Đội khách    |
| -------------- | ----- | ------------ |
| Peebles Rovers | 0 – 0 | Brechin City |

### Đá lại lần 3
| Đội nhà      | Tỉ số | Đội khách      |
| ------------ | ----- | -------------- |
| Brechin City | 6 – 2 | Peebles Rovers |

## Vòng Năm
| Đội nhà            | Tỉ số | Đội khách            |
| ------------------ | ----- | -------------------- |
| Airdrieonians      | 7 – 1 | Hamilton Academical  |
| Ayr United         | 5 – 2 | Berwick Rangers      |
| Brechin City       | 1 – 1 | Arbroath             |
| Clyde              | 5 – 0 | Dunfermline Athletic |
| Dundee United      | 2 – 2 | Dundee               |
| East Fife          | 1 – 3 | Stenhousemuir        |
| Falkirk            | 0 – 3 | Kilmarnock           |
| Hearts             | 3 – 0 | Forfar Athletic      |
| Hibernian          | 1 – 1 | Raith Rovers         |
| Greenock Morton    | 0 – 2 | Celtic               |
| Motherwell         | 0 – 2 | Queen’s Park         |
| Partick Thistle    | 2 – 0 | Alloa Athletic       |
| Queen of the South | 3 – 1 | Cowdenbeath          |
| Rangers            | 2 – 1 | Aberdeen             |
| St Mirren          | 6 – 0 | Third Lanark         |
| Stirling Albion    | 2 – 1 | St Johnstone         |

### Đá lại
| Đội nhà      | Tỉ số | Đội khách     |
| ------------ | ----- | ------------- |
| Raith Rovers | 3 – 1 | Hibernian     |
| Arbroath     | 2 – 3 | Brechin City  |
| Dundee       | 3 – 0 | Dundee United |

## Vòng Sáu
| Đội nhà         | Tỉ số | Đội khách          |
| --------------- | ----- | ------------------ |
| Airdrieonians   | 4 – 4 | St Mirren          |
| Ayr United      | 0 – 3 | Celtic             |
| Dundee          | 0 – 1 | Rangers            |
| Hearts          | 5 – 0 | Stirling Albion    |
| Kilmarnock      | 2 – 2 | Queen of the South |
| Partick Thistle | 3 – 1 | Brechin City       |
| Raith Rovers    | 2 – 2 | Queen’s Park       |
| Stenhousemuir   | 0 – 1 | Clyde              |

### Đá lại
| Đội nhà            | Tỉ số | Đội khách     |
| ------------------ | ----- | ------------- |
| Queen of the South | 2 – 0 | Kilmarnock    |
| Queen’s Park       | 1 – 2 | Raith Rovers  |
| St Mirren          | 1 – 3 | Airdrieonians |

## Tứ kết
| Đội nhà            | Tỉ số | Đội khách       |
| ------------------ | ----- | --------------- |
| Celtic             | 2 – 1 | Airdrieonians   |
| Hearts             | 4 – 0 | Rangers         |
| Queen of the South | 2 – 4 | Clyde           |
| Raith Rovers       | 2 – 1 | Partick Thistle |

## Bán kết
| Celtic | v | Clyde |
| ------ | - | ----- |
|        |   |       |

| Hearts | v | Raith Rovers |
| ------ | - | ------------ |
|        |   |              |

### Đá lại
| Hearts               | v | Raith Rovers |
| -------------------- | - | ------------ |
| Wardhaugh · Crawford |   |              |

## Chung kết
| Hearts                      | v      | Celtic       |
| --------------------------- | ------ | ------------ |
| Crawford 20' 48' · Conn 80' | Report | Haughney 55' |